# 化学物质列表
因為化学物质的數量太多，所以此條目原本的列表內容已分割為以下几個條目。請參見：
- 元素列表，收录所有的化学元素；
  - 無機酸列表
- 無機化合物列表，收录常见的无机化合物；
- 有機化合物列表，收录常见的有机化合物；
  - 生物分子列表，收录常见的生物分子。
- 离子列表，收集每个化合物所对应的离子的列表。
- 矿物列表

## 外部連結
中文：
- 化工引擎 （页面存档备份，存于） 很全面的化学品资料库，但内容有时缺乏准确性。

英文：
- CAS化学物质数据库 （页面存档备份，存于），擁有2300萬種化合物的資料。
- Chemfinder 提供有化学物质的信息。
- R&D Chemicals （页面存档备份，存于）
- ChemIDplus （页面存档备份，存于） 是个非商业的网站，提供有化学品的信息。
- PubChem （页面存档备份，存于）
- MSDS （页面存档备份，存于）

這些商業的連結，也可以提供有用的資料：
- Sigma Aldrich （页面存档备份，存于）
- Acros Organics （页面存档备份，存于）
- Lancaster （页面存档备份，存于）
- 化工字典